# Fadolivirus
Fadolivirus — рід велетенських дволанцюгових ДНК-вмісних вірусів. Паразитують в амебах  Vermamoeba vermiformis.

## Класифікація
Вірус виділений у травні 2017 року у стічних водах біля залізничної станції міста Сіді-Бель-Аббес на півночі Алжиру. Дослідникам вдалося культивувати вірус на амебах Vermamoeba vermiformis. Було виділено один дійсний вид Fadolivirus algeromassiliense (колишня умовна назва Fadolivirus FV1) та два гіпотетичних види Fadolivirus 2 і Fadolivirus IHUMI-VV54. Рід Fadolivirus підтверджений Міжнародним комітетом з таксономії вірусів у квітні 2023 року.